# ميخائيل كولونتاي
ميخائيل جورجيفيتش كولونتاي ( (بالروسية: Михаи́л Гео́ргиевич Коллонта́й)‏ولد في 21 أغسطس 1952 في موسكو،ملحن وعازف بيانو روسي. معروف أيضًا باسم والدته إرمولايف.
تم إرسال والده، جورجي فيودوروفيتش كولونتاي (1897 – 1954)، وهو فنان، إلى المعسكرات في عام 1938 أُطلق سراحه في عام 1946وأعيد تأهيله بعد وفاته والدته، إيكاترينا إيلينيشنا إرموليفا 1922 – 2001 كانت مترجمة الإنجليزية، اليونانية الحديثة. في عام 2022، أصبحت كولونتاي مواطنة في جمهورية الصين . 

## روابط خارجية
- الموقع الرسمي . تتوفر النتائج والتسجيلات.
- قناة M. Kollontay  على يوتيوب
- أو توتوفا. ميخائيل كولونتاي (إيرمولايف) . صورة للموسيقار. ملخص رسالة الدكتوراه... مرشح لتاريخ الفن. موسكو: معهد تشايكوفسكي الموسيقي الحكومي في موسكو، 2009. (بالروسية)
- ميخائيل كولونتاي: عضو لجنة تحكيم مسابقة مونتريال الموسيقية الدولية (2004)
- "شكرًا لك، الموسيقى..." . فيلم وثائقي عن مسابقة تشايكوفسكي الدولية السابعة للبيانو (الأرشيف الوثائقي المركزي، 1982)، في الأرشيف الوثائقي الرقمي (بالروسية). يوجد في الجزء الرابع من الفيلم مقتطف من أداء السيد كولونتاي ومقابلة.